# Darmareja
Darmareja is een bestuurslaag in het regentschap Sukabumi van de provincie West-Java, Indonesië. Darmareja telt 6748 inwoners (volkstelling 2010).